# 凤凰乡 (昭平县)
凤凰乡，是中华人民共和国广西壮族自治区贺州市昭平县下辖的一个乡镇级行政单位。

## 行政区划
凤凰乡下辖以下地区：
凤凰村、中央洞村、营盘村、黄屋村、太平村、独石村、白坭村、大同村、美村、四和村、莲塘村和鹧鸪村。